# 마리아의 구원방주
마리아의 구원방주는 1985년에 대한민국 전라남도 금성시(현 나주시)에서 나주성당에서 암을 극복한 체험을 한 이후 신실한 로마 가톨릭교회 신자가 된 윤홍선(세례명 율리아)이 창시한, 로마 가톨릭교회에서 파생된 기독교계 신흥 종교이다. 천주교 광주대교구 일부 사제들이 추종하면서 초기에 천주교 내부에서 신임을 쌓으며 성장하였으나 현재는 공식 파문되어 가톨릭과 별개의 종교로 간주되고 있다. 윤홍선은 여전히 로마 가톨릭교회의 일원이라 주장하고 있지만 실질적으로는 사이비종교이다.

## 나주 성모 발현설
1985년 6월 30일, 전라남도 금성시에서 미용실이나 쳐 운영하던 윤홍선(세례명 율리아)은 소유하던 성모상에서 피눈물과 향유가 흘러나왔다는 과학적으로 납득하기 어려우며 근거가 부족한 황당한 주장을 했고, 그 '기적'을 믿는 바보들이 모여들면서 형성된 것으로 알려져 있다.
1985년 6월 30일부터 윤홍선의 성모상에서 피눈물이 700일간 흘렀고, 향유가 내렸으며 이 향유가 젖으로 변하였고, 예수의 옷 가루가 내렸고, 성체가 내렸으며 이 성체가 살과 피로 변했다는 등의 말도 안되는 현상을 주장하고 있다.
사회적으로는 소변의 음용 및 치유 효과 주장, 예수 그리스도의 피가 담긴 묵주의 판매, 급격한 부동산 증식 등으로 논란을 야기하였다. 2007년 가을 문화방송의 PD수첩은 윤홍선의 주장의 신빙성에 대한 검증 소개 프로그램을 제작하였다.  이 과정에서 제작진은 성모상에 흘러 나왔다는 피의 유전자 검사를 제의했으나 나주성모동산측에서 거부하였으며, 윤홍선 부부 소유의 땅이 1985년에 비해 20배 늘어난 사실을 지적하였다. 나주성모동산 측은 이에 법원에 방송금지가처분신청을 냈으나 2007년 11월 13일에 법원에서 기각하여 같은 날 문화방송에서 정상적으로 방영되었다.

## 마리아의 구원방주가 행하는 일

### 파문과 정직 제재
2008년 1월 21일 당시 교구장인 최창무 안드레아 대주교는 교구장의 공지문 (1998년 1월 1일, 2005년 5월 5일) 과 사목적 지침들 (2001년 5월 5일) 을 따르지 않고 이의만 제기하고 있는 ‘나주 윤 율리아와 그 관련 현상들을 신봉하는 이들'이 더 이상 가톨릭교회와 일치 화합할 의사가 없는 것으로 판단하였고, 임의적인 ‘경당'과 ‘성모 동산'에서 본인이 금지한 성사집행과 준성사 의식을 주관하거나 참여하는 성직자, 수도자, 평신도는 자동처벌의 파문제재에 해당된다는 것을 선언하였다 (교회법 제1336조, 1364조 참조) . 교황청 신앙교리성은 “율리아의 추종자들이 기적의 사례들이라고 신앙교리성에 보내온 것들은 참된 그리스도교 신심과는 거의 연관성이 없어 보인다.”고 견해를 밝혔다. 그리고 “나주의 기적이라고 알려진 사건들에 대해 교황청이 그 입장을 바꿀 계획이 전혀 없다”는 사실을 언급하면서 광주대교구장이 준비한 공지문을 발표하는 것은 사목적으로 현명한 조치가 될 것으로 승인하였다. 이로 인해 교황청의 입장이 교구의 입장과 동일하다는 사실이 다시 한 번 확인되었다.

### 성체성사 교리에 대한 혼란
성체기적에 대한 현상과 메시지는 크게 세 가지다. 첫째, 성체가 위에서 내려왔다는 것, 둘째, 미카엘 천사가 어느 감실에서 그리고 죄 중의 사제에게서 성체를 빼앗아 왔다는 것, 그리고 셋째, 율리아가 영한 성체가 입안에서 살과 피로 변했다는 것이다.

### 윤홍선 신격화
PD수첩의 보도 내용에 따르면, 마리아의 구원방주에서는 윤홍선을 신격화하고 있다고 한다. 정통 가톨릭 미사 전례에서는 성직자만이 제대에 올라설 수 있지만, 마리아의 구원방주에서 미사 전례라 주장하는 종교적 의식행위에서는 성직자 역할로 정해진 사람이 아닌 윤홍선 자신이 제대에 올라 강론을 하며 자신에게 들려온다고 주장하는 성모 마리아와 예수의 말을 전하고 있으며. 그 외 윤홍선의 오줌을 '율신액'이라 부르며 추종자들은 그녀의 오줌을 음용하며, 마시면 질병이 치유되거나 성령이 강림한다고 믿고 있다고 보도했다. 그래서 금전을 지불하며 윤홍선의 오줌을 구매하여 마시는 엽기적인 행위가 이루어지고 있다고 보도했다.
최근에는 악마에게 직접 물리적인 공격을 당했다고 주장하며., 그외 성모 마리아와 예수의 말씀을 듣고 전한다는 등, 흡사 무속신앙의 영모 역할을 표방하고 있다. 윤홍선은 천주교 성직자 및 수도자에게 이어오는 정결 및 금욕주의를 표방하여 자신도 남편과 성관계를 가지지 않는다며 자신도 신성성을 가졌다는 식의 말을 한다.

### 기적수
윤홍선이 성모님의 계시를 받아 성모님이 보여주신 나주의 성모 동산의 땅을 파보니 기적수가 뿜어져 나왔다. 그 기적수를 통하여 수많은 병자들이 치유되는 기적을 일으키고 있다.

### 기도문 개발
윤홍선은 스스로 "생활의 기도문"이라는 기도문을 개발하여 추종자들에게 가르치고 있다. 생활의 기도문 내용은 다음과 같다.
- 가래침을 뱉을 때의 기도: 주님! 제 영혼 안에 서로 엉키어 잘 떨어지지 않는 모든 악습들까지도 모두 내 보내 주소서. 아멘.
- 트림이나 방귀가 나올 때의 기도: 주님! 제 영혼에 필요 없는 가스를 모두 내보내 주십시오. 아멘
- 구토할 때(대소변, 방귀, 트림할 때도 할 수 있음)의 기도: 주님! 제 안에 가득한 이기심과 자만심, 이론과 논리와 인간적인 계산으로 저울질하며 단순하지 못했던 제 모순들을 모두다 내 보내 주시어 주님과 성모님께서 생활하실 수 있도록 제 마음을 비우게 해 주소서. 아멘.
- 귓밥을 팔 때의 기도: 주님! 제 귀를 통해 들은 판단과 험담의 말 또는 모든 죄악의 말들로 인해 제 마음과 영혼에 자리잡고 있는 나쁜 것들을 모두 파내 주소서. 아멘.
- 대소변을 보고 뒷처리하면서의 기도: 주님! 제 영혼의 불필요한 것들을 깨끗이 닦아내 주시어 새롭게 해 주소서. 아멘

### 성직자 및 수도자 역할을 맡은 자
성직자와 수도자 역할은 과거 가톨릭 성직자나 수도자 출신자들만 맡을 수 있다. 파면으로 성직 혹은 수도직이 박탈되었지만 공동체 안에서는 실제 성직자나 수도자처럼 대우하는 실정이다. 한국 천주교 광주대교구 소속 성직자였던 장홍빈을 필두로 몇 명의 수녀들이 그를 추종하며 마리아의 구원방주에 가담했다. 수녀와 같은 수도자들은 소속 수도회에서 빠르게 파면되었다. 성직자인 장홍빈 신부 또한 2008년 1월 21일자로 파면되었다. 그러나 다른 수녀들이나 수도자와 달리 파면 시기가 비교적 최근임을 감안할 때, 천주교 광주대교구측에서 나름의 자비를 베푼 것으로 추정된다. 천주교 광주대교구와 장홍빈과의 마지막 만남에서도 장홍빈은 뜻을 굽히지 않아 결국 파면 조치가 내려져 성직을 박탈당한다. 마리아의 구원방주에 상주하여 성직자와 수도자의 역할을 맡은 자들은 가톨릭으로부터 공식적으로 성직 및 수도직이 박탈된 자들이므로 성직자와 수도자가 아니기에 당연히 그들이 행하는 성사나 전례를 표방하는 의식은 성사로서의 효력을 가지지 못한다. 
마리아의 구원방주 측 게시글과 한국천주교주교회의의 2020년 사제 인명록에 따르면 장홍빈은 2019년 7월 9일에 선종하였다.

### 성소자 모집
'성소자'란 가톨릭의 신학교나 수도회에 들어가 성직자나 수도자가 되길 희망하는 지원자를 뜻한다. 마리아의 구원방주에서는 2010년 1월 29일부터 성소자 모집을 시작하였다. 성소자들은 추운 겨울 시기인 2010년 1월 30일 십자가 모형을 지고 눈으로 덮힌 산길을 맨발로 올라가 기도를 표방하는 의식을 행하였다.

## 나주 윤 율리아와 연관된 일들에 대한 교회의 가르침

### 광주대교구
1985년 6월 30일 율리아의 집에 있는 성모상에서 눈물이 흘러내렸다는 것을 시작으로 발생한 나주 현상에 대해 역대 교구장 및 현 교구장님의 네 차례 공지문(1998.1.1. 윤공희 대주교/2001.5; 2005.5.5. 최창무 대주교/2011.5.1. 김희중 대주교)을 통해 소위 ‘나주성모 기적’이라고 알려진 사건들이 초자연적으로 증명되지 않았으며, 그리스도교 신심과는 연관성이 없음을 명백히 하였다.
2020년 기준으로도 광주대교구는 나주에서 일어났다고 주장하는 사건들과 여러 가지 현상들을 초자연적인 현상으로 증명할 수 없다는 입장을 견지하고 있다.

### 교황청
나주 윤율리아와 그 관련 상황들에 대한 교황청의 입장은 아래와 같다.
1985년 6월 30일 율리아의 집에 있는 성모상에서 눈물이 흘러내렸다는 것을 시작으로 발생한 나주 현상에 대해 교황청 신앙교리성 장관이셨던 요셉 라징거 추기경님의 질의와 지침에 의해 천주교 광주대교구에서는 ‘나주 조사위원회’를 구성(1994.12.30)하였다. 이 위원회는 3년여에 걸쳐 조사한 결과, “그 현상들은 초자연적 현상이라고 증명할 수 있는 충분한 근거가 없다”는 결론을 내렸다.
이 결론에 대한 공지문은 1998년 1월 1일 당시 교구장이신 윤공희 빅토리노 대주교님께서 교황청 신앙교리성과 협의한 후에 공지문을 발표하였으며, 그후, 2008년 4월 23일 신앙교리성으로부터 받은 편지에서 “초자연적인 것으로 증명되지 않았다”는 것이 교회의 공식적인 입장으로 확인되었다(Prot. N. 112/1993-27066).
2011년 신앙교리성은 다시 이 결론을 확인하고 “율리아의 추종자들에 의해 신앙교리성에 전달된 사례들은 그리스도교 신심과는 거의 연관성이 없으며, 성좌는 나주에서 기적적인 사건으로 알려진 소문에 관해 교회의 입장을 바꿀 계획이 없다”고 첨부하였다(Prot. N. 112/1993-35015, 30 March 2011).
그리고 당시 교황이었던 베네딕토 16세는 마리아의 구원방주와 연루되면 자동 파문이라는 징계로 조치했다. 이는 후임 교황인 프란치스코에 이르러서도 이어지게 되었다.

### 한국천주교주교회의
천주교 광주대교구장이 2012년 7월 6일 발표한 "'나주 현상'에 대한 광주대교구장의 지침"과 관련하여 천주교 주교회의 상임위원회(2012년 7월 16일 회의)는 주교회의 2012년 춘계 정기총회에서 광주대교구의 입장을 지지하는 문안을 주교회의 명의로 발표하기로 결정하였다.